# Yungay, Chile
Yungay este un oraș cu 16.814 locuitori (2002) din regiunea Biobío, Chile. Suprafața totală este de 824,5 km².